# Braintree (Massachusetts)
Braintree es una ciudad ubicada en el condado de Norfolk en el estado estadounidense de Massachusetts. En el Censo de 2010 tenía una población de 35 744 habitantes y una densidad poblacional de 947,66 hab./km².

## Geografía
Según la Oficina del Censo de los Estados Unidos, Braintree tiene una superficie total de 37.72 km², de la cual 35.61 km² corresponden a tierra firme y (5.59%) 2.11 km² es agua.

## Historia
En 1910 tenía una población de 8066 habitantes.

## Demografía
Según el censo de 2010, había 35.744 personas residiendo en Braintree. La densidad de población era de 947,66 hab./km². De los 35.744 habitantes, Braintree estaba compuesto por el 86.66% blancos, el 2.72% eran afroamericanos, el 0.17% eran amerindios, el 7.56% eran asiáticos, el 0.03% eran isleños del Pacífico, el 1.26% eran de otras razas y el 1.6% pertenecían a dos o más razas. Del total de la población el 2.49% eran hispanos o latinos de cualquier raza.